# Gesaffelstein
Pour les articles homonymes, voir Lévy.
Gesaffelstein (prononcé en allemand : [ɡəˈzafl̩ʃtaɪ̯n]), de son vrai nom Mike Lévy, né le 24 juin 1985 à Lyon, est un musicien, disc jockey et compositeur français de musique électronique.

## Biographie
Mike Lévy naît et grandit à Lyon,,,. Il commence à faire de la musique vers 16 ans, lorsqu'il découvre le synthé. Il sort son premier maxi en 2008 sur le label OD Records, sous le pseudonyme Gesaffelstein, nom-valise formé à partir du nom allemand Gesamtkunstwerk (nom d'un album de Dopplereffekt signifiant « œuvre d'art totale ») et du nom Einstein.

### Premiers projets (2011-2013)
Le 11 mai 2011 Gesaffelstein sort Conspiracy Pt. I, puis le 14 septembre Conspiracy Pt. II qui contient le titre Viol. L'ensemble des titres de Conspiracy Pt. I et Conspiracy Pt. II sont remixés en 2012 sur Conspiracy Remixes où Brodinski, David Carretta, Unsubscribe, Milano, Glass Figure et The Hacker donnent leur vision de la musique de Gesaffelstein.
En juillet 2012, Gesaffelstein fait la couverture du magazine DJ Mag, avec Brodinski ; le même mois, Les Inrocks le désignent « nouveau prince de la techno française » et il annonce alors travailler sur son premier album dont la sortie est prévue pour 2013. Toujours en 2012, son morceau Viol est utilisé pour la campagne télévisée Citroën DS 4 ainsi que pour la campagne d'un rouge à lèvre Givenchy. En fin d'année, il apparaît à nouveau en couverture de la presse spécialisée, au travers de la une du magazine Tsugi.

### Alephet collaborations diverses (2013-2019)
En 2013, il intervient sur la production du titre Send It Up sur l'album Yeezus de Kanye West ainsi que sur celle du titre Black Skinhead en collaboration avec Daft Punk et Brodinski. Il sort son premier album nommé Aleph en octobre de la même année.
En octobre 2013, Gesaffelstein est nommé quatre fois aux UK Music Video Awards et remporte deux prix pour son single Pursuit, dans les catégories best dance video - international et best visual effects in a video, in association with quantum sfx.
En 2015, il compose la bande originale du film Maryland, réalisé par Alice Winocour. Cette même année, il participe à l'album Electronica 1 de Jean Michel Jarre avec lequel il compose le titre Conquistador.
En 2018, il produit deux titres (I Was Never There et Hurt You) sur l'album My Dear Melancholy de The Weeknd.

### HyperionetNovo Sonic System(2019-2022)
En 2019, il produit deux titres : Lost in the Fire avec The Weeknd et Blast Off avec Pharrell Williams. Le 8 mars 2019, il sort l'album Hyperion contenant ces deux singles,.
Le 4 octobre 2019, il sort l'EP Novo Sonic System contenant 6 titres.
En 2021, il co-produit le dixième album de Kanye West, Donda.
En 2022, il annonce une collaboration avec le rappeur américain KayCyy. Le premier morceau OKAY! sort le 11 février 2022, suivi de THE SUN et de LOVE & HATE un mois plus tard.

### Gamma(2023-)
Le 6 mars 2023, après plusieurs années de silence concernant la carrière solo de Gesaffelstein, Skrillex annonce dans une publication Instagram et Twitter avoir écouté le troisième album de ce dernier en compagnie de Surkin, alors même qu'aucune information concernant sa production n'avait été auparavant diffusé.
Le 9 février 2024, il dévoile sur son site Internet et ses réseaux sociaux une courte vidéo de 25 secondes annonçant ainsi son nouvel album intitulé Gamma. Le 15 février 2024, il poste une seconde vidéo, plus longue, où il dévoile la tracklist de l'album ainsi que sa date de sortie, prévue pour le 29 mars 2024.
Le 1er mars 2024, il sort le premier single et le premier clip de Gamma s'intitulant Hard Dreams, en collaboration avec le chanteur Yan Wagner.
Le 19 décembre 2024, Lady Gaga confirme dans un article du Los Angeles Times avoir travaillé avec lui sur son prochain album prévu pour février 2025.

## Aspects de sa musique
Pour Mixmag, le style de Gesaffelstein constitue une « techno sombre et menaçante, quoiqu’enchanteresse » ; Les Inrocks y voient une musique « noire, ultraviolente, [qui] renoue avec les fondamentaux techno, l’intransigeance d’Underground Resistance, les structures mentales et obsessionnelles de Drexciya, la puissance contemporaine en plus ». Megan Buerger pointe également dans The Washington Post une musique sombre et underground et note qu'une spécialité de l'artiste est son usage des silences pour créer une « tension » avant une « explosion rauque de basse et de percussion ». Pour le magazine Rolling Stone, sa musique est « un petit peu plus agressive et punk-rock que la normale ». Jean-Michel Jarre caractérise sa musique comme « assez sombre, assez mystique ».
Le style musical de Gesaffelstein est caractérisé par l'utilisation de synthétiseurs froids et oppressants, de basses lourdes et de rythmes puissants. Ses morceaux sont souvent très minimalistes, avec des structures simples mais efficaces qui créent une ambiance hypnotique et oppressante. Ce style est souvent qualifié de techno industrielle ou d'EBM (Electronic Body Music).
Le style de Gesaffelstein a également évolué au fil du temps, avec des productions de plus en plus expérimentales et variées, incorporant parfois des éléments de hip-hop. Malgré ces évolutions, le style de Gesaffelstein reste toujours marqué par ses caractéristiques premières.

## Discographie

### Albums studio
- 2013 : Aleph (EMI Music France)
- 2019 : Hyperion (Columbia Records)
- 2024 : Gamma (Columbia Records)

### Singles
- 2013 : Pursuit (EMI Music France)
- 2013 : Hate or Glory (EMI Music France)
- 2015 : Conquistador (featuring Jean-Michel Jarre) (Colombia Records)
- 2018 : Reset (Colombia Records)
- 2018 : Lost in the Fire (featuring The Weeknd) (Colombia Records)
- 2018 : Blast Off (featuring Pharrell Williams) (Colombia Records)
- 2024 : Hard dreams (featuring Yan Wagner) (Colombia Records)

### Bandes Originales
- 2015 : Maryland (Original Motion Picture Soundtrack) (Parlophone)

### Remixes
- 2009 :
  - Serge Gainsbourg - Je suis venu te dire que je m'en vais (Gesaffelstein Remix)
  - I Am The Cosmos - So Glad (Gesaffelstein Remix)
  - F+S - Lump (Gesaffelstein Remix)
- 2010 :
  - Cassius - Les Enfants (Gesaffelstein Remix)
  - Sei A - Body Of Eyes (Gesaffelstein Violation Remix)
  - Chateau Marmont - One Hundred Realities (Gesaffelstein Remix)
  - David Carretta - New Disco Beat (Gesaffelstein Remix)
  - Ali Renault - What's The Point (Gesaffelstein Remix)
- 2011 :
  - Miss Kittin - All You Need (Gesaffelstein Remix)
  - ZZT - ZZafrika (Gesaffelstein Remix)
  - Moby - The Day (Gesaffelstein Remix)
  - Arnaud Rebotini - All You Need Is Techno (Gesaffelstein Remix)
  - Agoria, Carl Craig & La Scalars - Speechless (Gesaffelstein Remix)
  - Duck Sauce - Big Bad Wolf (Gesaffelstein Radio Edit)
  - Crackboy - Hilinner (Gesaffelstein Remix)
- 2012 :
  - Lana Del Rey - Blue Jeans (Gesaffelstein Remix)
  - Boys Noize & Erol Alkan - Lemonade (Gesaffelstein Remix)
  - The Hacker - Shockwave (Gesaffelstein Remix)
  - Zombie Zombie - Rocket Number 9 (Gesaffelstein Remix)
  - Evil Nine & Danny Brown - The Black Brad Pitt (Gesaffelstein Remix)
  - VCMG - Aftermaths (Gesaffelstein Remix)
- 2013 :
  - Justice - Helix (Gesaffelstein Vision Remix)
  - Laurent Garnier - Jacques in the Box (Brodinski & Gesaffelstein Dirty Sprite Remix)
  - Depeche Mode - Goodbye (Gesaffelstein Remix)
  - Gesaffelstein - Hate or Glory (Gesaffelstein Remix)
- 2014 :
  - Phoenix - Bankrupt! (Gesaffelstein Remix)
- 2020 :
  - Rosalía - A Palé  (Gesaffelstein Remix)
- 2025 :
  - Lady Gaga - Abracadabra (Gesaffelstein Remix)

### Productions et coproductions
- Miss Kittin - Calling From The Stars
- Kanye West - Send It Up
- Kanye West - Black Skinhead
- A$AP Rocky - In Distress (featuring Gesaffelstein)
- Phoenix - Fior Di Latte
- The Weeknd - I Was Never There
- The Weeknd - Hurt You
- Kanye West - Jesus Lord
- Kanye West - Jesus Lord pt 2
- Kanye West - No Child Left Behind
- Jain - To All The People
- KayCyy (en) - OKAY!
- KayCyy - THE SUN
- KayCyy - LOVE & HATE
- KayCyy - ROLL THE DICE
- KayCyy - TIMELESS
- KayCyy - ASHLEY'S HEARTBEAT
- KayCyy - NO COLD
- Lil Nas X - J CHRIST'
- Charli XCX - B2b
- Charli XCX - I might say something stupid
- Lady Gaga - Killah (featuring Gesaffelstein)
- Lady Gaga - Garden of Eden
- Lady Gaga - Perfect Celebrity
- Lady Gaga - Blade of Grass

## Exploitation commerciale

### Télévision (Publicité)
- 2012 : Le morceau Viol est utilisé dans une publicité de Citroën pour présenter le modèle de voiture DS4 Just Mat[28],[29].
- 2014 :
  - Le morceau Pursuit est utilisé dans une publicité de Volvo pour présenter le modèle de voiture V40 Effektiv Line [30],[31].
  - Le morceau Aleph est utilisé dans une publicité de Louis Vuitton[32].
- 2016 : Le morceau Destinations est utilisé dans une publicité de Giorgio Armani pour le parfum Code Profumo [33],[34].
- 2018 :  Le morceau OPR est utilisé dans une publicité de BMW pour présenter le modèle de voiture X2[35],[36].

### Jeux vidéo
- 2013 : Le remix The Hacker - Shockwave (Gesaffelstein remix) est disponible sur la radio Soulwax du jeu Grand Theft Auto V[37].